# دوروتی بروکشاو
دوروتی بروکشاو (انگلیسی: Dorothy Brookshaw؛ ۲۰ دسامبر ۱۹۱۲ – ۳ سپتامبر ۱۹۶۲) ورزشکار دو و میدانی اهل کانادا بود.
وی در مسابقات کشوری و بین‌المللی در مجموع برندهٔ ۱ مدال برنز شده‌است.